# Rita Marley
Rita Marley (nascida Alpharita Constatia Anderson, Santiago de Cuba, 25 de julho de 1946) é uma cantora cubana, naturalizada jamaicana, célebre por ter sido mulher de Bob Marley e integrante do grupo I Threes, que fazia vocal de apoio para o músico de reggae.
Rita Marley é devota da religião afrojamaicana Rastafári desde 1966, ano em que o imperador etíope Haile Selassie I - considerado o messias negro para os rastafáris - visitou a Jamaica.
Colaborou com o ex-ministro da cultura e cantor brasileiro Gilberto Gil na produção de seu último disco de reggae.[carece de fontes?]

## Biografia

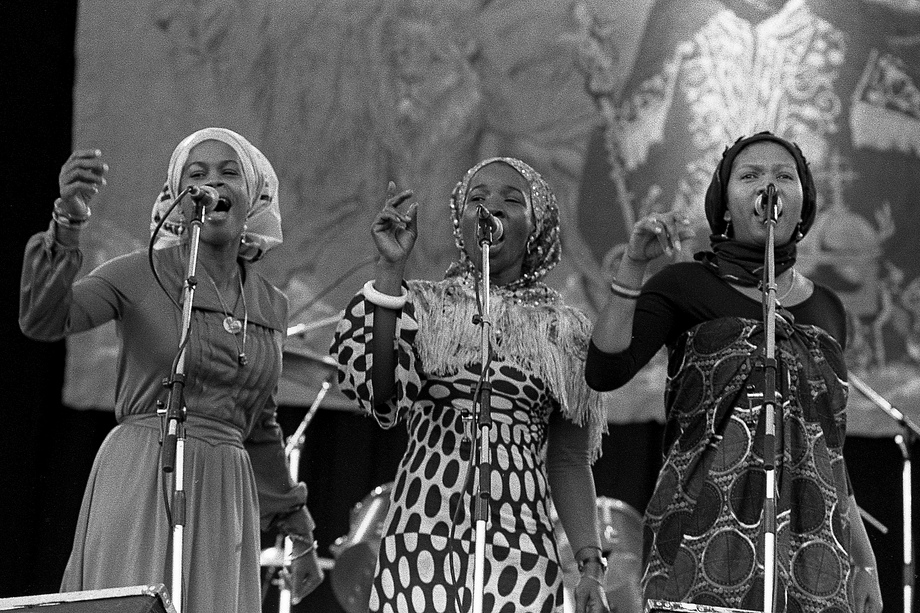
Rita (centro) junto com as I Threes

Rita nasceu no dia 25 de julho de 1946 em Santiago de Cuba. Filha de Leroy Anderson e Cynthia “Beda” Jarrett. Ela cresceu aos arredores de Beachwood Avenue, localizada na cidade de Kingston, Jamaica. Rita foi criada por sua tia Viola em Greenwich Park Road. Bob Marley era dos arredores de Trenchtown.
Em meados dos anos sessenta, Rita conheceu Bob Marley após reunião com Peter Tosh. Depois se soube que ela era uma cantora, ela foi convidada para um teste para os Soulettes, mais tarde conhecido como o I Threes. O grupo incluiu Rita, seu primo Constantine "Dream" Walker, e Marlene "Precious" Giffordwas. Bob se tornou o mentor do grupo e gerente e trabalhando juntos, ele e Rita se apaixonaram.
Os dois se casaram em 11 de fevereiro de 1966. No entanto, a razão para o seu casamento foi dito ter sido uma maneira de tornar mais fácil para Rita de imigrar para os EUA. Bob deve ter decidido que não iria ficar mais lá e ia viver nos EUA depois de uma visita com sua mãe em Delaware. Criada cristã, ela converteu-se a fé Rastafári durante a visita do imperator etíope Haile Selassie I - considerado o Cristo negro para os rastafáris - à Jamaica, em 21 de abril de 1966. Tendo em vista que Haile Selassie I orientou que os devotos rastafáris batizassem-se na Igreja Cristã Ortodoxa da Etiópia, Rita Marley segue até hoje sendo um membro ativo da Igreja Ortodoxa Etíope.
Após a morte de Marley, ela gravou alguns álbuns sob seu nome, sendo que alguns dos álbuns fizeram sucesso no Reino Unido. Em 1986, Rita tomou a decisão de transformar a casa de Bob Marley no Museu Bob Marley. Ela é também a Fundadora e presidente da Fundação Robert Marley, Bob Marley Trust, e o Bob Marley Grupo de Empresas. Ela fundou a Rita Marley Foundation em 2000. Ela também adotou 35 crianças na Etiópia e já atendeu mais de 200 crianças na Escola Metodista de Konkonuru, em Gana, onde também assumiu o compromisso de impactar positivamente suas vidas.

## Discografia
- 1980: Rita Marley - Trident
- 1981: Who Feels It Knows It - Shanachie
- 1988: Harambe (Working Together for Freedom) - Shanachie
- 1988: We Must Carry on - Shanachie
- 1990: Beauty of God's - Shanachie
- 1990: Good Girls Cult - Shanachie
- 1990: One Draw - Shanachie
- 2003: Sings Bob Marley...and Friends - Shanachie
- 2004: Play Play - Universal Music

## Livros
- Rita Marley, Hettie Jones - No Woman No Cry : My Life with Bob Marley. ISBN 0-7868-6867-8